# Rasim Abuşev
Rasim Fərzi oğlu Abuşev (ur. 15 października 1963 w Baku) – azerski piłkarz grający na pozycji defensywnego pomocnika. Był reprezentantem Azerbejdżanu.

## Kariera klubowa
Swoją karierę piłkarską Abuşev rozpoczął w klubie Ganclik Baku. W 1985 roku awansował do kadry pierwszego zespołu i wtedy też zadebiutował w jego barwach we wtorej lidze radzieckiej. W 1986 roku przeszedł do Neftczi Baku, grającego w wyższej lidze radzieckiej. 23 marca 1986 zadebiutował w nim w zremisowanym 1:1 wyjazdowym meczu z Dynamem Kijów. Na koniec sezonu 1988 spadł z Neftczi do pierwej ligi. W połowie 1991 roku odszedł z Neftczi do Karabachu Ağdam, grającego we wtorej lidze.
W 1992 roku Abuşev wrócił do Neftçi i w sezonie 1992 zaczął w nim grać w rozgrywkach nowo powstałej azerskiej ekstraklasie. W sezonie 1992 wywalczył z Neftçi tytuł mistrza Azerbejdżanu. W trakcie sezonu 1993/1994 ponownie został piłkarzem Qarabağu. W sezonie 1993/1994 został z nim wicemistrzem kraju. Na początku 1996 ponownie został piłkarzem Neftçi. W sezonie 1995/1996 sięgnął z nim po dublet – mistrzostwo i Puchar Azerbejdżanu, a w sezonie 1996/1997 został z nim mistrzem tego kraju.
W 1997 roku Abuşev przeszedł do rosyjskiego klubu Dinamo Stawropol, grającego w Pierwyj diwizion. W sezonie 1999 spadł z nim do Wtoroj diwizion. Grał w nim do połowy 2002 roku, z przerwą na wypożyczenie do Qarabağu w 2002 roku. W latach 2002–2003 grał w Żemczużynie Budionnowsk. W sezonie 2004 był piłkarzem Kawkaztransgazu Izobilny, a w 2005 grał w Xəzərze Lenkoran, z którym został wicemistrzem Azerbejdżanu w sezonie 2004/2005. Po tym sukcesie zakończył karierę.
| Sezon   | Klub                    | Kraj        | Rozgrywki        | Mecze | Gole |
| ------- | ----------------------- | ----------- | ---------------- | ----- | ---- |
| 1985    | Ganclik Baku            | ZSRR        | Wtoraja liga     | 10    | 0    |
| 1986    | Neftczi Baku            | ZSRR        | Wyższa liga      | 3     | 0    |
| 1987    | Neftczi Baku            | ZSRR        | Wyższa liga      | 3     | 0    |
| 1988    | Neftczi Baku            | ZSRR        | Wyższa liga      | 17    | 0    |
| 1989    | Neftczi Baku            | ZSRR        | Pierwaja liga    | 35    | 1    |
| 1990    | Neftczi Baku            | ZSRR        | Pierwaja liga    | 28    | 2    |
| 1991    | Neftczi Baku            | ZSRR        | Pierwaja liga    | 24    | 5    |
| 1991    | Karabach Ağdam          | ZSRR        | Wtoraja liga     | 16    | 0    |
| 1992    | Neftçi PFK              | Azerbejdżan | Premyer Liqası   | 36    | 10   |
| 1993    | Neftçi PFK              | Azerbejdżan | Premyer Liqası   | 9     | 2    |
| 1993/94 | Neftçi PFK              | Azerbejdżan | Premyer Liqası   | 14    | 3    |
| 1993/94 | Qarabağ FK              | Azerbejdżan | Premyer Liqası   | 10    | 1    |
| 1994/95 | Qarabağ FK              | Azerbejdżan | Premyer Liqası   | 20    | 3    |
| 1995/96 | Qarabağ FK              | Azerbejdżan | Premyer Liqası   | 11    | 2    |
| 1995/96 | Neftçi PFK              | Azerbejdżan | Premyer Liqası   | 12    | 1    |
| 1996/97 | Neftçi PFK              | Azerbejdżan | Premyer Liqası   | 16    | 2    |
| 1997    | Dinamo Stawropol        | Rosja       | Pierwyj diwizion | 34    | 5    |
| 1998    | Dinamo Stawropol        | Rosja       | Pierwyj diwizion | 36    | 3    |
| 1999    | Dinamo Stawropol        | Rosja       | Pierwyj diwizion | 19    | 1    |
| 2000    | Dinamo Stawropol        | Rosja       | Wtoroj diwizion  | 25    | 9    |
| 2001    | Dinamo Stawropol        | Rosja       | Wtoroj diwizion  | 32    | 4    |
| 2001/02 | Qarabağ FK              | Azerbejdżan | Premyer Liqası   | 8     | 2    |
| 2002    | Dinamo Stawropol        | Rosja       | Wtoroj diwizion  | 11    | 1    |
| 2002    | Żemczużyna Budionnowsk  | Rosja       | Wtoroj diwizion  | 17    | 8    |
| 2003    | Żemczużyna Budionnowsk  | Rosja       | Wtoroj diwizion  | 24    | 5    |
| 2004    | Kawkaztransgaz Izobilny | Rosja       | Wtoroj diwizion  | 9     | 0    |
| 2004/05 | Xəzər Lenkoran          | Azerbejdżan | Premyer Liqası   | 1     | 0    |

## Kariera reprezentacyjna
W reprezentacji Azerbejdżanu Abuşev zadebiutował 19 kwietnia 1994 w przegranym 0:5 towarzyskim meczu z Maltą, rozegranym w Attardzie. Grał w eliminacjach do Euro 96, do MŚ 1998 i do Euro 2000. Od 1994 do 1999 rozegrał w kadrze narodowej 40 meczów i strzelił 2 gole.